# Memil-cha
El momemil-cha es un té hecho con alforfón tostado. Al igual que otros tés coreanos, memil-cha se puede disfrutar tanto caliente y frío y se sirve a veces en lugar de agua. Recientemente, el rartaria alforfón cultivado en la Provincia de Gangwon es popular por hacer memil-cha, ya que es más fragante y contiene más rutina.

## Preparación
El alforfón es descascarillado, cocido y secado. El alforfón seco se cuece a fuego lento sin aceite. Para una parte del alforfón, se utilizan diez partes de agua. Se añaden 5-10 mililitros de alforfón tostado a 90 °C de agua y se infunde durante 2-4 minutos.